# Skottenesjön
Skottenesjön är en sjö i Vänersborgs kommun i Västergötland och ingår i Bäveåns huvudavrinningsområde. Sjön har en area på 0,357 kvadratkilometer och ligger 52 meter över havet. Sjön avvattnas av vattendraget Gundleboån.

## Delavrinningsområde
Skottenesjön ingår i det delavrinningsområde (647556-128563) som SMHI kallar för Mynnar i Bäveån. Medelhöjden är 75 meter över havet och ytan är 40,53 kvadratkilometer. Det finns inga avrinningsområden uppströms utan avrinningsområdet är högsta punkten. Gundleboån som avvattnar avrinningsområdet har biflödesordning 2, vilket innebär att vattnet flödar genom totalt 2 vattendrag innan det når havet efter 18 kilometer. Avrinningsområdet består mestadels av skog (53 %), öppen mark (15 %) och jordbruk (22 %). Avrinningsområdet har 1,07 kvadratkilometer vattenytor vilket ger det en sjöprocent på 2,6 %.